# Capuloidea
Capuloidea is een superfamilie van weekdieren uit de klasse van de Gastropoda (slakken).

## Familie
- Capulidae Fleming, 1822

### Synoniemen
- Cerithiodermatidae Hacobjan, 1976 => Capulidae J. Fleming, 1822
- Lippistidae Iredale, 1924 => Capulidae J. Fleming, 1822
- Pileopsidae Chenu, 1859 => Capulidae J. Fleming, 1822
- Siriidae Iredale, 1931 => Capulidae J. Fleming, 1822
- Trachysmatidae Thiele, 1925 => Capulidae J. Fleming, 1822
- Trichotropidae Gray, 1850 => Capulidae J. Fleming, 1822